# 保存鉄道

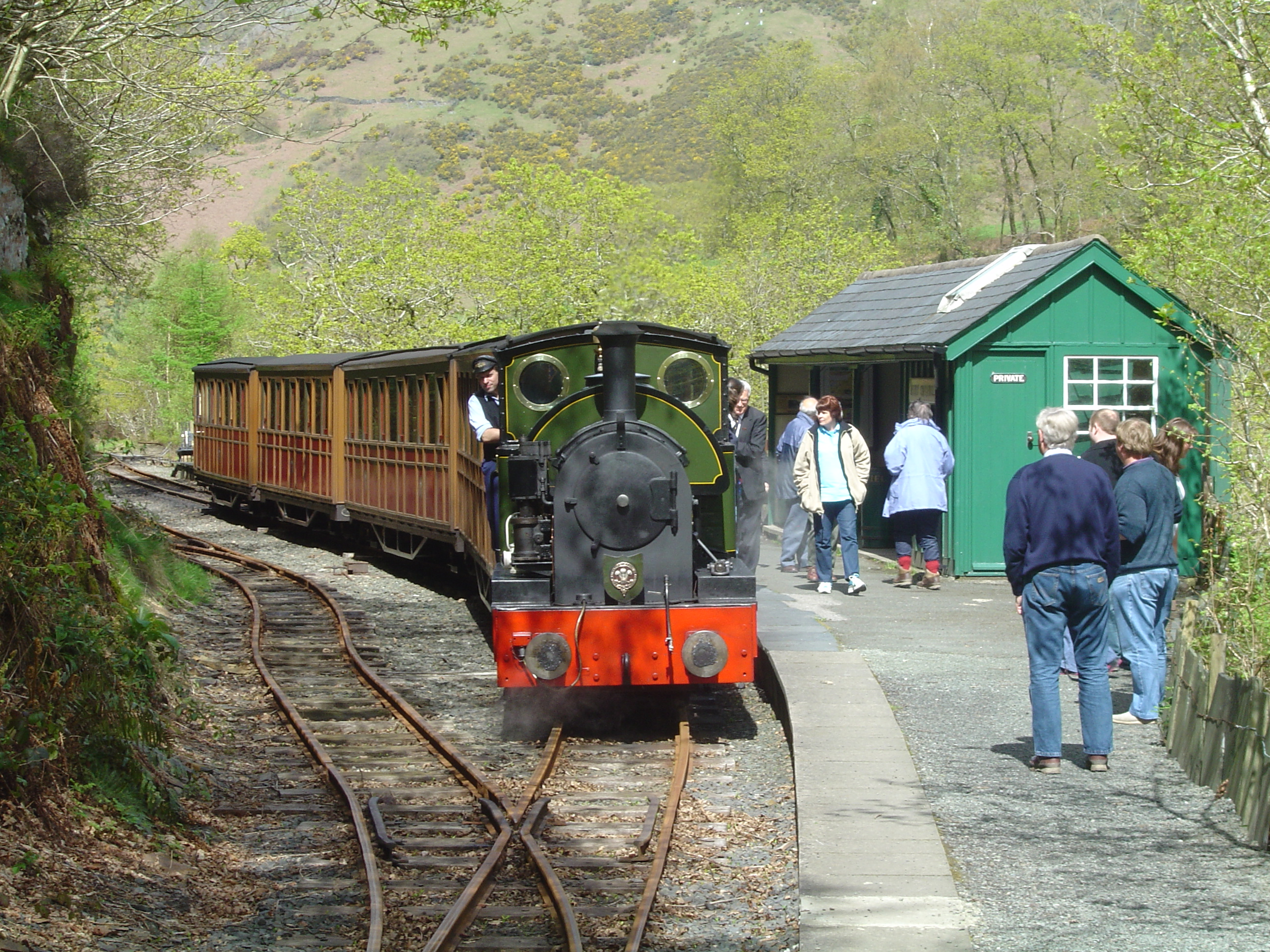
世界初の保存鉄道であるイギリスのタリスリン鉄道(Talyllyn Railway)

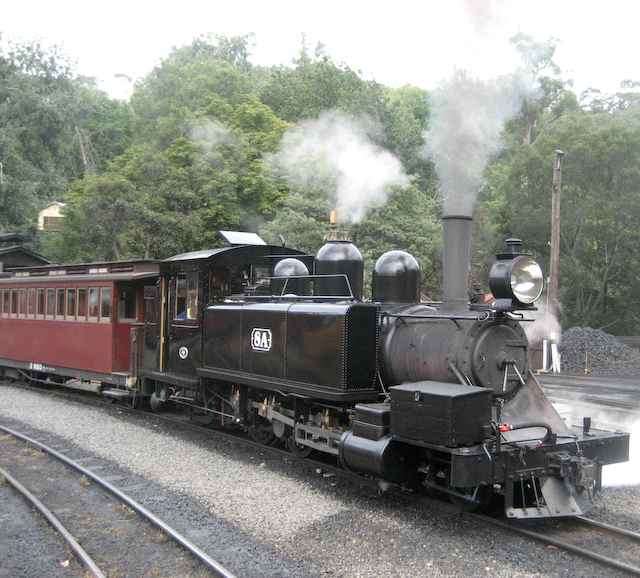
オーストラリアのPuffing Billy Railway。

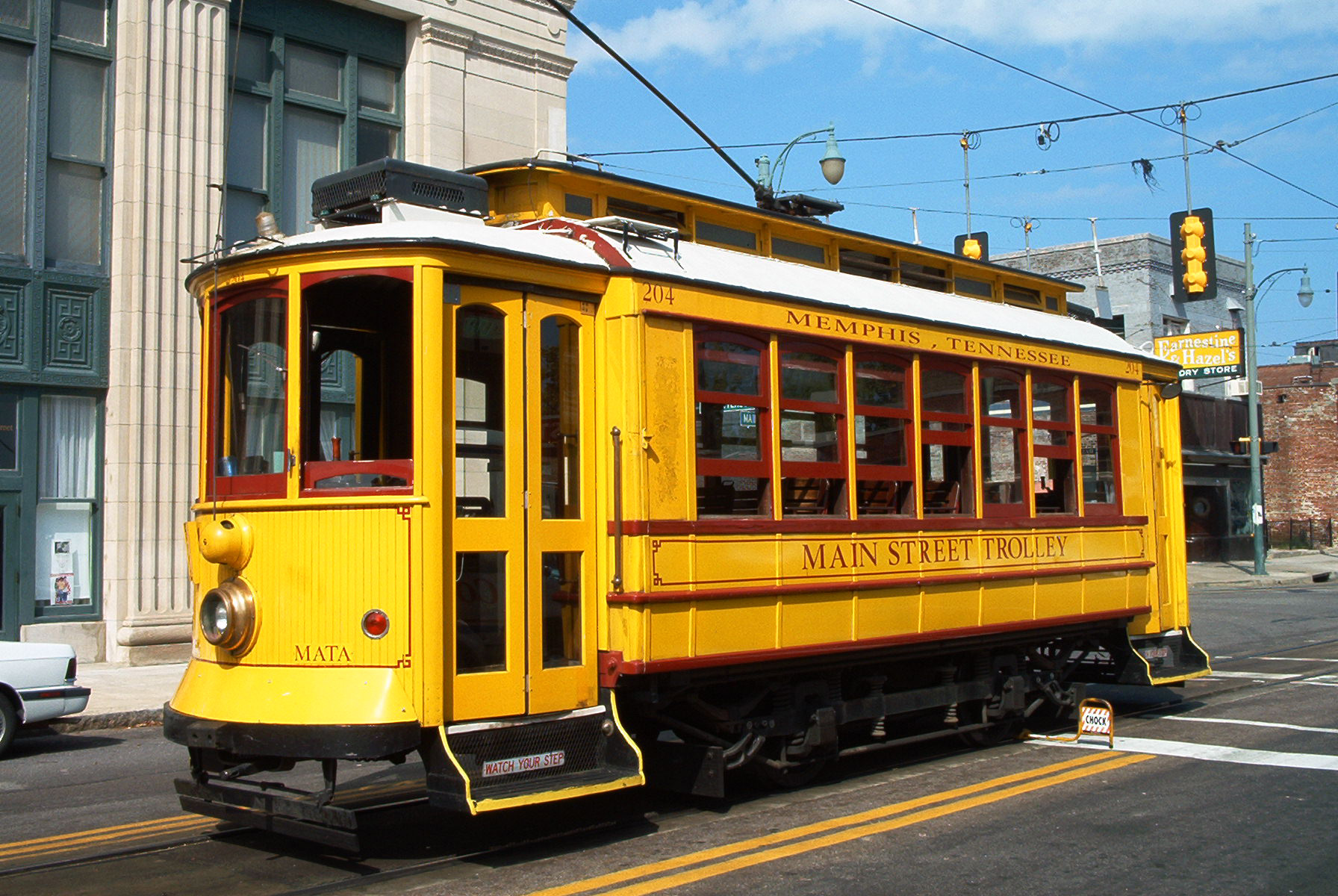
メンフィスで保存される、
元ポルトの路面電車

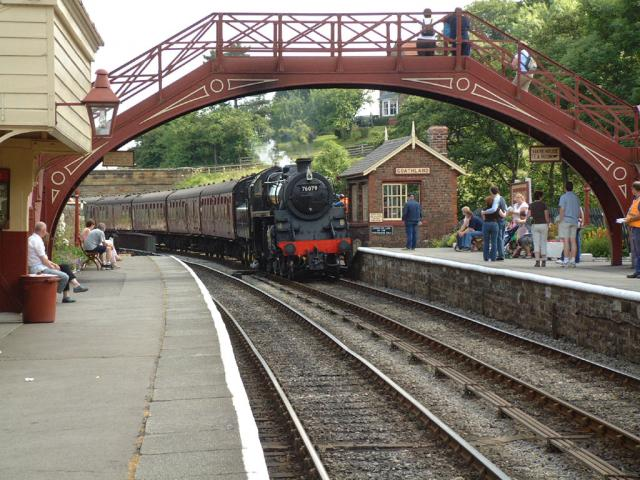
ノース・ヨークシャー・ムーアズ鉄道のゴースランド駅は映画ハリー・ポッターシリーズの撮影に用いられた。

保存鉄道（ほぞんてつどう、英: heritage railway, preserved railway、米: tourist railroad）は、過去の鉄道路線を復活させもしくは継承して運行されている鉄道路線で、観光施設として運行される鉄道のことである。主に運営はボランティアで行われる（携わらなければ維持できないことが多い）。
日本においては、路線そのものを復活・継承する場合ではなく、個々の車両の動態保存や静態保存を行っている場合であってもこの用語が使われることがある。これらについては各項目を参照のこと。

## 概要
保存鉄道とは、一般的な営業路線として運営されていた鉄道路線について、路線の廃止が決まった場合や既に廃線となった場合に、ボランティアによってその路線の運行を引き継ぎ、もしくはその路線を復活させ、運行をしている鉄道路線のことである。主にボランティア（基本的にはその路線のファンを中心とする団体）により運行を行っている点で、第三セクター鉄道などで廃止路線を地元自治体などが引き継いで運行する場合とは異なる。規模はそれぞれの保存鉄道により様々である。多くの路線は通常の鉄道路線との直通運転はなく、恒常的には運行されず、また車両および施設の維持に多額の資金がかかるため「エンターテイメント」料金として通常の鉄道よりも高い運賃が設定される。その結果、保存鉄道は主として旅行・観光目的に用いられることが重視され、地域輸送機関としては重視されない。

## 世界における保存鉄道
保存鉄道は世界各国にあるが、特にイギリス国内に多くイギリス全土で100を超える保存鉄道がある。これらの路線の多くはビーチング・アックス（1960年代のイギリス国鉄による鉄道路線の大規模な合理化政策）下で1960年代に廃止された多くのローカル線のうちの一部であり、比較的復活させやすかった。もっとも、イギリスにおいては1990年代以降にいくつかの保存鉄道が、地域輸送機関を提供するために走行期間を恒常化しはじめている。その好例はウェルシュ・ハイランド鉄道で、運行を通年化し、観光客向けの蒸気機関車が牽引する列車の運行のみならず、地域輸送用にディーゼル機関車が牽引する列車を運行している。Wensleydale RailwayやWeardale Railwayは、部分的に観光用の保存鉄道として、残りは地域輸送機関として運行されている。さらに、いくつかの保存鉄道の路線では現在定期の貨物列車を運行している。また、アメリカのサンフランシスコ市営鉄道のFラインは大都市の住民の足となっている珍しい例である。
一般的な保存鉄道は「蒸気機関車の時代」を演出するため、蒸気機関車と古風な客車を使用する。もっとも、いくつかの鉄道はポスト蒸気機関車時代を再現するため、「モダンな」（とはいえ現代の車両から見れば遥かに旧式の）ディーゼル車両や電車を使用している。
保存鉄道に携わる人は、その多くがボランティアである。運行に必要な資金の寄付のみならず、運転や整備、車掌業務などの運行に必要な業務に、普段は医師、大学教授、弁護士といった職につく者が携わっていることも少なくない。例えば「汽車のえほん」及び「きかんしゃトーマス」シリーズの原作者であるウィルバート・オードリー牧師も保存鉄道に熱心に関与していたことで知られ、いくつかの作品を保存鉄道のために執筆し、また作中にも自身が関わっていたウェールズにあるタリスリン鉄道(Talyllyn Railway)を登場させている。完全にボランティアにより走る世界初の保存鉄道は、先述のオードリー牧師も関わっていたタリスリン鉄道である。1951年にファンの団体によって再開されたこのナローゲージの路線は、鉄道の保存運動の始まりとされる。世界で二番目の、かつ最初のイギリス国外の保存鉄道は、オーストラリアのパッフィンビリー鉄道である。この鉄道は24kmの路線を、1898年に製造された当時の客車を用いて運行しており、保存以前の定期列車よりも運行が多くなっている。
イギリスのいくつかの成功した保存鉄道、Severn Valley Railwayやノース・ヨークシャー・ムーアズ鉄道などは、5～6台もしくはそれ以上の機関車が稼働し、毎日4本の列車を運行している。グレート・セントラル鉄道は複線で敷設されている本線格の路線を保存する唯一の例で、繁忙期には一日あたり50本以上の列車を運行することができる。他方で小規模な保存鉄道では1台の蒸気機関車のみにより、夏期に7日（一週間）程度の運行にとどまるところもある。

## 日本における保存鉄道
日本ではごく限られた範囲での動態保存をする団体・施設はあるものの、これらは全て鉄道事業化されていない。代表的なものをいくつか挙げる。

### ふるさと銀河線りくべつ鉄道

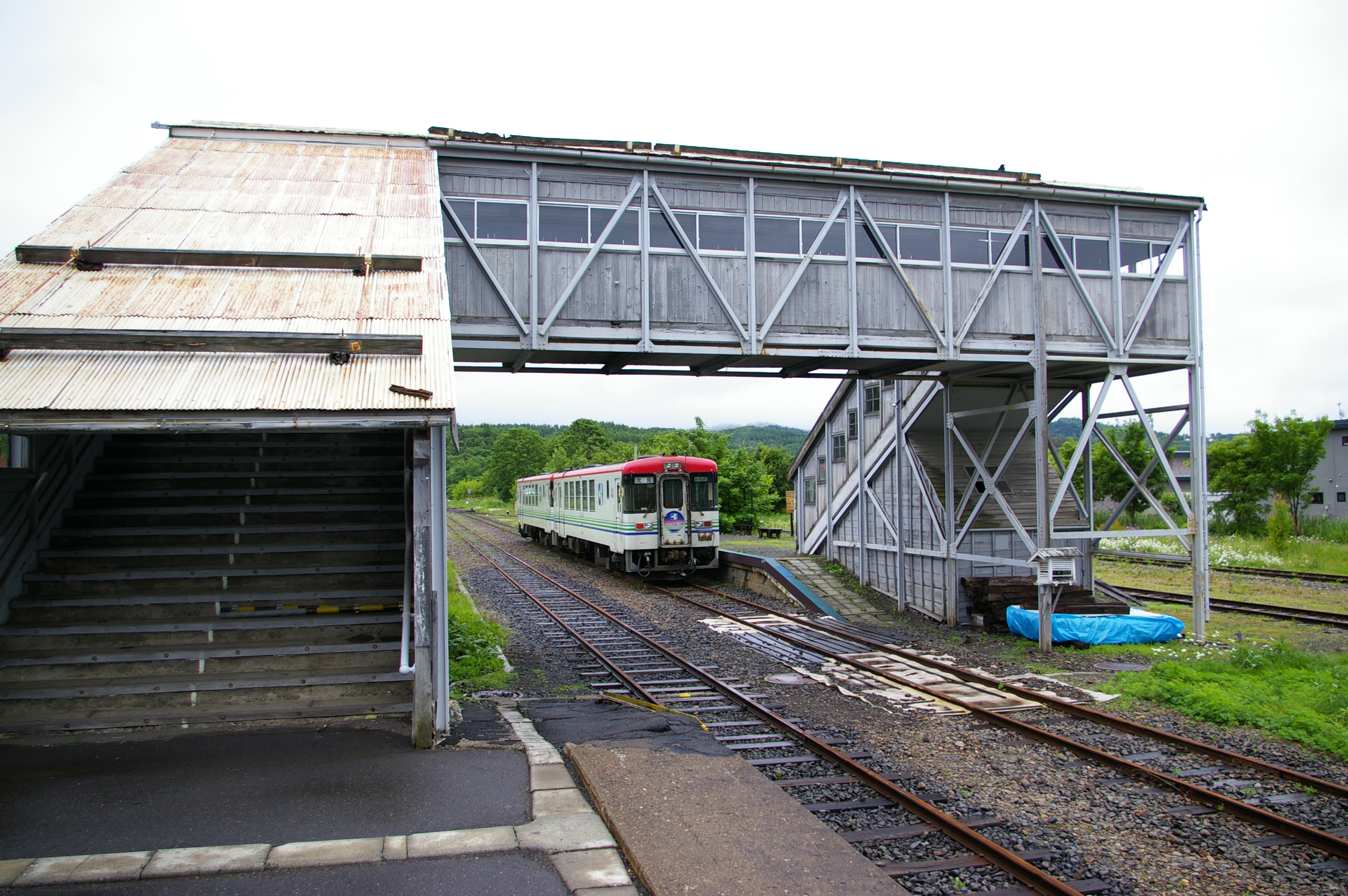
ふるさと銀河線りくべつ鉄道

2006年に廃止された北海道ちほく高原鉄道ふるさと銀河線を活用している。将来的に川上駅まで延伸する予定である。
- 乗車体験
  - 陸別駅構内をCR70形・CR75形に2往復乗車できる他、足漕ぎ式トロッコの乗車体験もある。
- 運転体験
  - Lコース、銀河コース、新銀河コースを運転すると陸別駅 - 分線駅の間5.7kmを運転体験できる日本最長の「分線コース」がある。車両は乗車体験と同じ。

### 三笠鉄道村

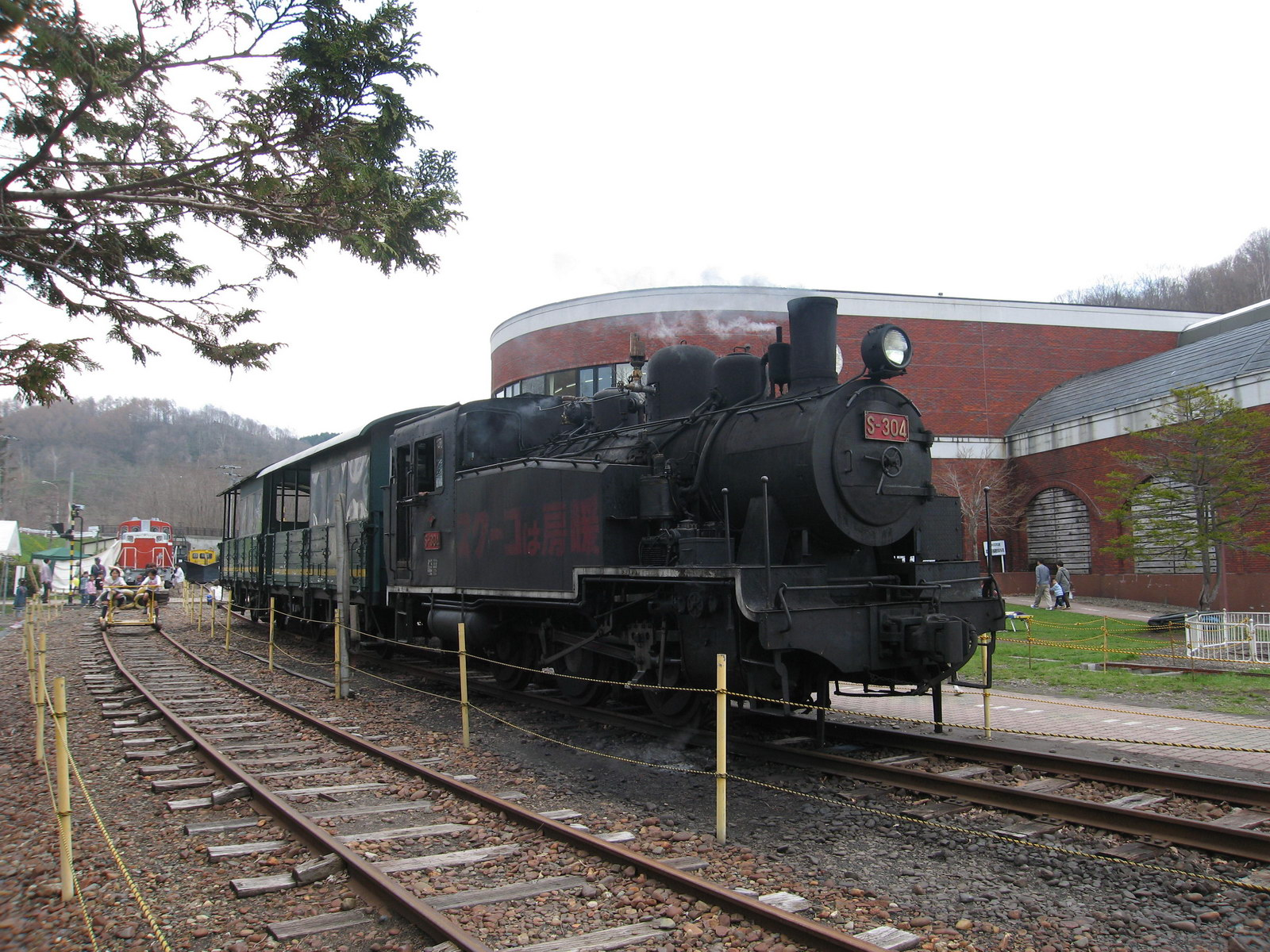
三笠鉄道記念館で動態保存されている
「S-304」

1987年に廃止された幌内線の三笠 - 幌内間とその両駅を活用している。三笠駅跡にはクロフォード公園が、幌内駅跡には三笠鉄道記念館が置かれている。
- 乗車体験
  - 蒸気機関車S-304号機がトラ45000形を改造した客車を牽き、往復600mを運行している。
- 三笠トロッコ鉄道
  - 三笠鉄道記念館からクロフォード公園近くの初音町駅までの間で、レールバイクやモーターカーを運転することができる。

### 碓氷峠鉄道文化むら

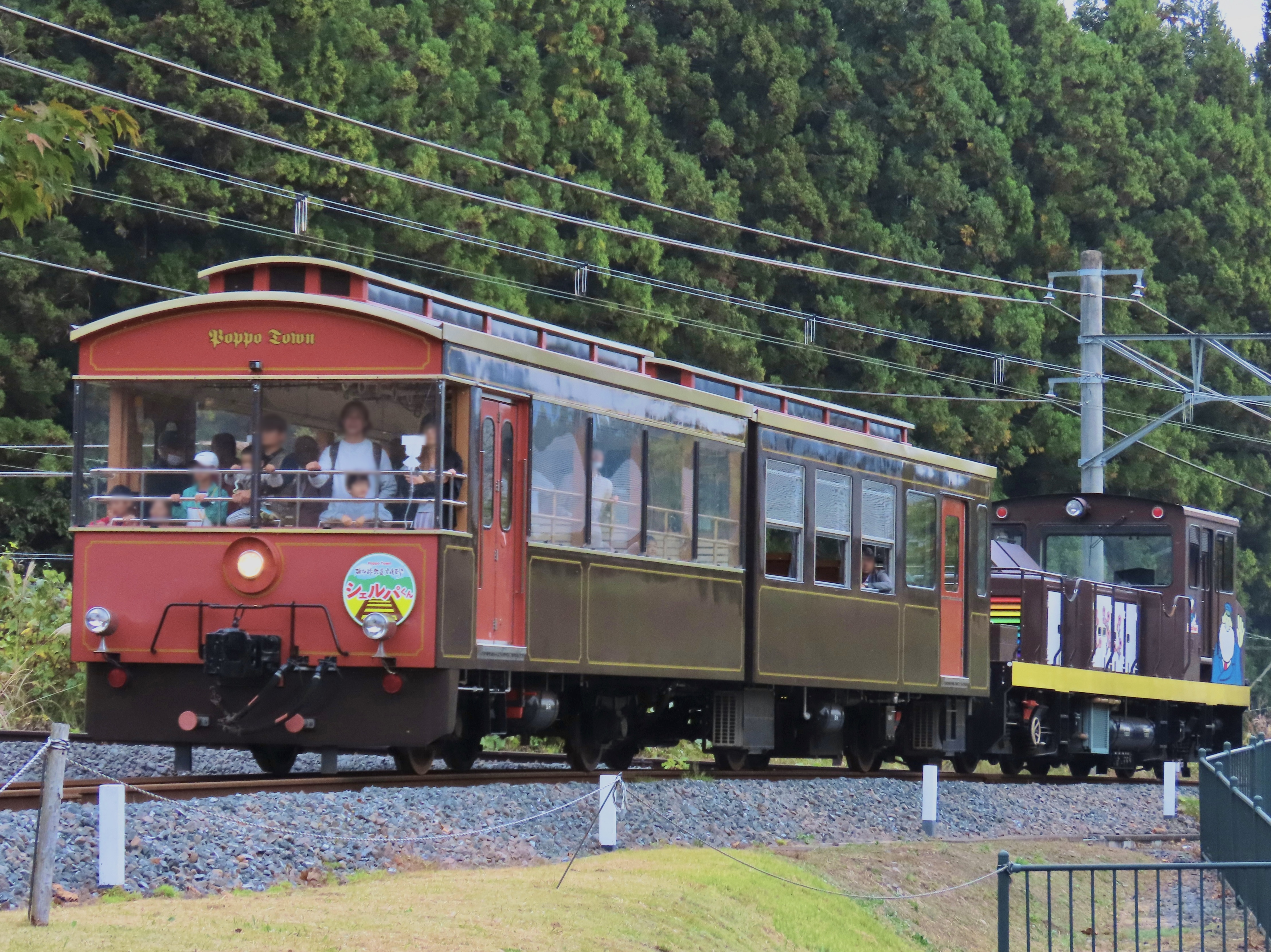
碓氷峠鉄道文化むら「シェルパくん」

1997年に廃止された信越本線横川 - 軽井沢間（通称:横軽）11.2kmの一部と横川運転区を活用している。2025年には峠の湯から熊ノ平までED42やEF63を模したレールカートも運行される予定である。
- 乗車体験
  - 文化むらから途中の峠の湯までの2.6kmで「シェルパくん」を運行している。
- 運転体験
  - 電気機関車EF63を往復800m運転できる。運転回数に応じて腕章が贈呈され、重連運転もできるようになる。

### 高千穂あまてらす鉄道

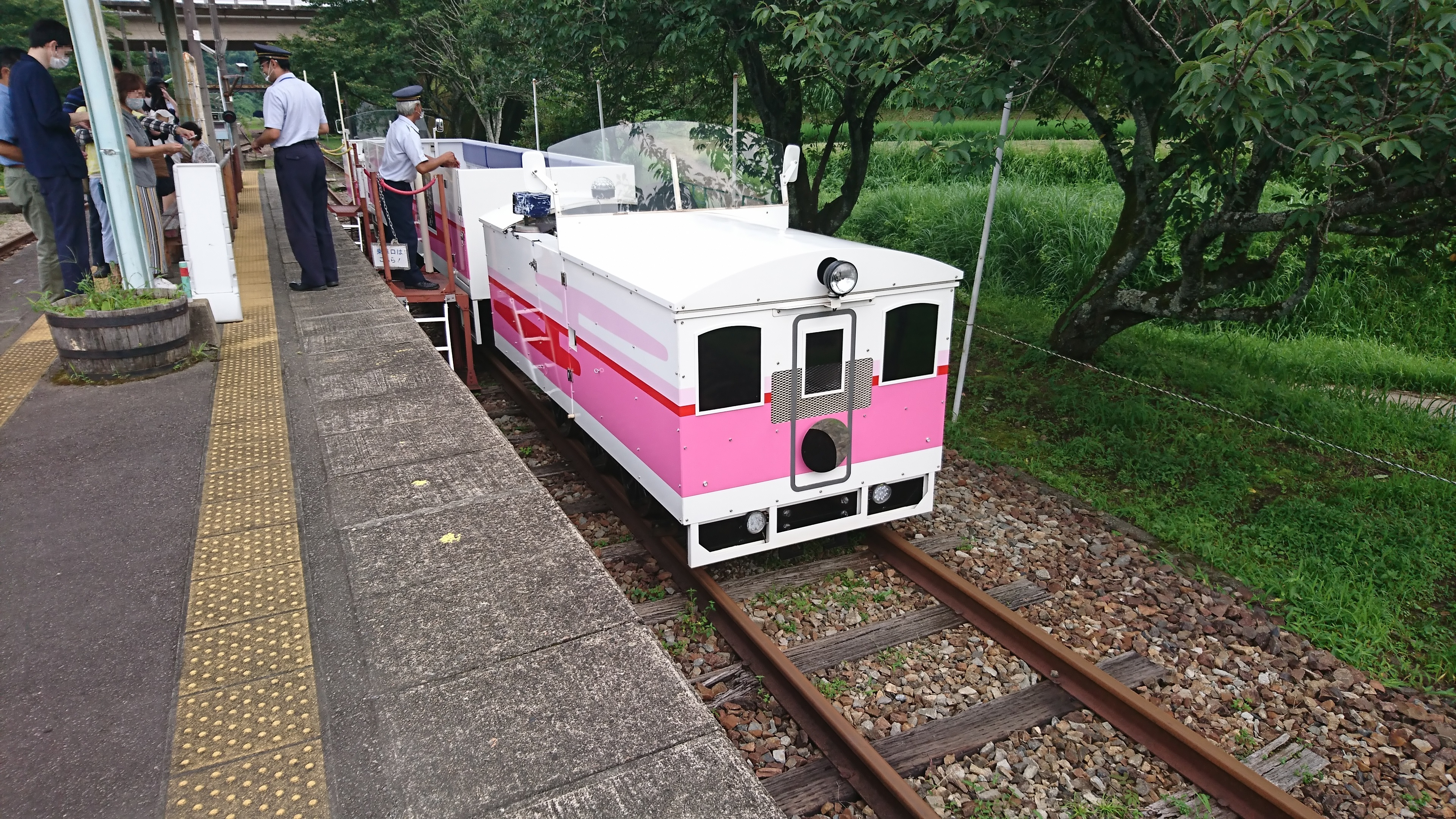
高千穂あまてらす鉄道
「グランドスーパーカート」

2008年に廃止された高千穂鉄道高千穂線を活用している。2024年現在は遊具扱いであるものの、将来的には5駅12.4kmという長い区間を第一種鉄道事業者として運用する計画である。
- 乗車体験
  - 使用車両は高千穂鉄道および既存の鉄道・軌道で実際に使用されていたものをデフォルメしたような外観をした「グランドスーパーカート」が、高千穂駅 - 高千穂橋梁（橋を渡り引き返す）の間5.1kmを運行している。
- 運転体験
  - 高千穂駅構内でTR-202を往復900m運転できる。

## 保存鉄道について取り扱っている書籍
- 英国保存鉄道 -世界屈指の保存鉄道の宝庫を訪ねる- （笹田昌宏著、JTBパブリッシング刊（JTBキャンブックス）、ISBN 978-4-53-306332-9）
- 海外保存鉄道 （白川淳著、JTBパブリッシング刊（JTBキャンブックス）、ISBN 978-4-53-302143-5 ）
- イギリス鉄道の旅 （「地球の歩き方」編集室編、ダイヤモンドビッグ社（地球の歩き方BY TRAIN）、ISBN 978-4-47-805131-3 ）